# Anusvara
Anusvara (sanscrită: „अनुस्वारः”, „anusvāra”) este semnul diacritic folosit pentru a marca un tip de nazalizare folosit în anumite sisteme de scriere indiene. În funcție de locația semnului anusvara în cuvânt și limba în cadrul căreia este folosit, pronunția sa exactă poate varia drastic.

## Scrierea devanagari
În scrierea devanagari, anusvara este reprezentată cu un punct (bindu) deasupra literei (ex.: मं). În AITS, simbolul corespunzător este „ṃ” („m” cu punct dedesubt). Unele transcrieri redau notația variantelor vonetice folosite în unele șakha vedice cu transcriere specifică (ṁ).

## Unicode
| Sistem de scriere | Semn | Exemplu | Unicode       |
| ----------------- | ---- | ------- | ------------- |
| Bengali           | ং     | কং       | U+0982 (2434) |
| Devanagari        | ं     | कं       | U+0902 (2306) |
| Gujarati          | ં     | કં       | U+0A82 (2690) |
| Gurmukhi          | ਂ     | ਕਂ       | U+0A02 (2562) |
| Kannada           | ಂ     | ಕಂ       | U+0C82 (3202) |
| Malayalam         | ം     | കം       | U+0D02 (3330) |
| Oriya             | ଂ     | କଂ       | U+0B02 (2818) |
| Sinhala           | ං     | කං       | U+0D82 (3458) |
| Telugu            | ం     | కం       | U+0C15 (3093) |

| Sistem de scriere | Semn | Exemplu | Unicode |
| ----------------- | ---- | ------- | ------- |
| Balineză          | ᬂ     | ᬓᬂ       | U+1B02  |
| Birmană           | ံ     | ကံ       | U+1036  |
| Javaneză          | ꦁ     | ꦏꦁ       | U+A981  |
| Khmeră            | ំ     | កំ       | U+17C6  |
| Lao               | ໍ     | ກໍ       | U+0ECD  |
| Sundaneză         | ᮀ     | ᮊᮀ       | U+1B80  |
| Thai              | ํ     | กํ       | U+0E4D  |